# چائوکاتی
چائوکاتی (به لاتین: Chaukati) یک روستا در بنگلادش است که در استان باریسال و در ناحیه باریسال واقع شده است.